# Soraya Sáenz de Santamaría

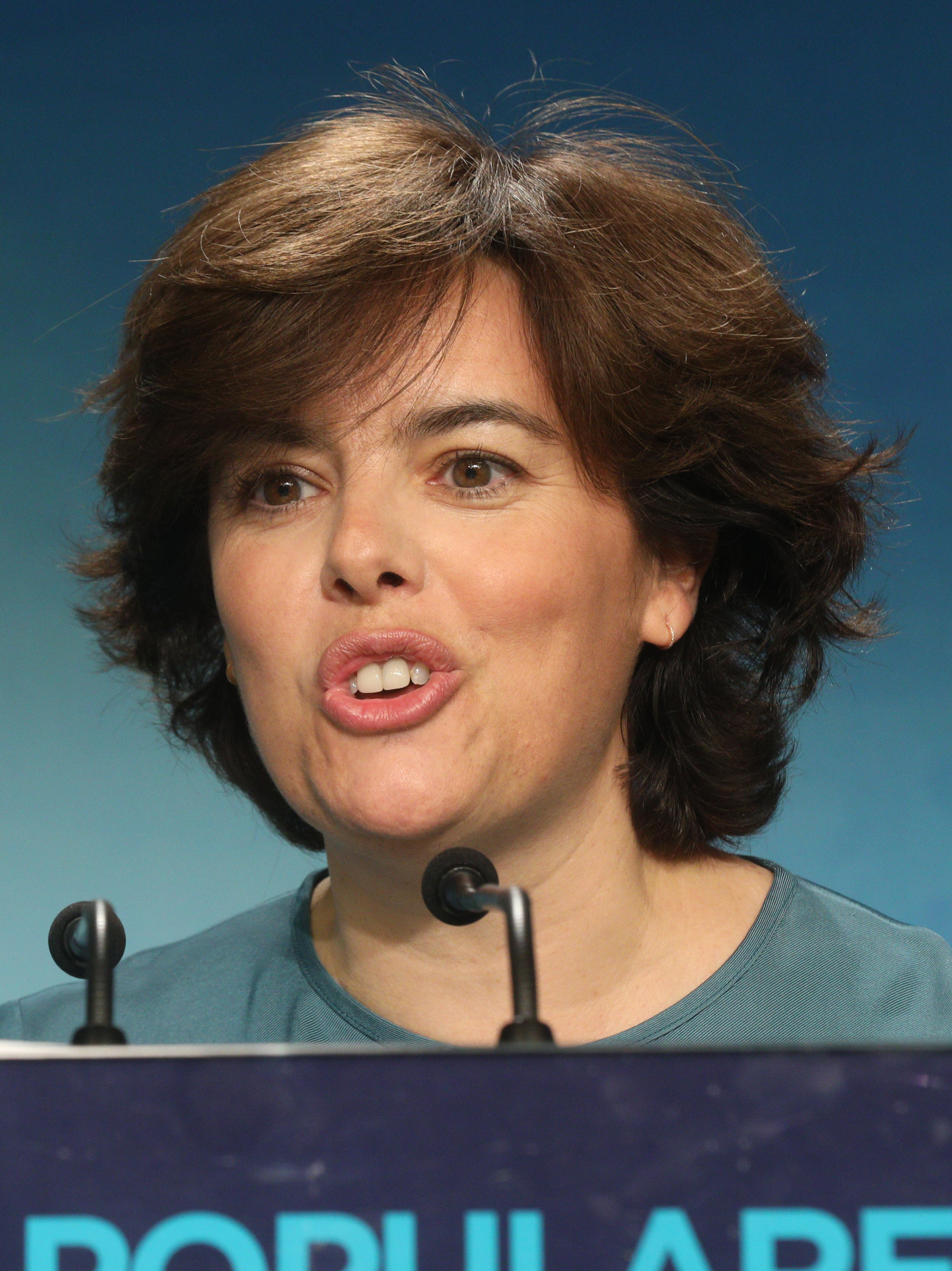
Soraya Sáenz de Santamaría (2018)

María Soraya Sáenz de Santamaría Antón (* 10. Juni 1971 in Valladolid) ist eine spanische Politikerin der Partido Popular. Sie war bis zum 1. Juni 2018 stellvertretende Ministerpräsidentin des Landes im Kabinett Rajoy II und damit von Oktober 2017 bis Mai 2018 kommissarische Regierungschefin der Region Katalonien.

## Werdegang und politische Karriere
Sie studierte Rechtswissenschaften an der Universität Valladolid und schloss ihr Studium 1994 ab. Anschließend arbeitete sie als Landesanwältin in Kastilien und León, ehe sie 1999 mit 27 Jahren in die Politik einstieg.
Sie ist seit 2004 als Abgeordnete für Madrid Mitglied des spanischen Parlaments. 2008 wurde sie als erste Frau zur Sprecherin der Partido Popular gewählt. Von Dezember 2011 an gehörte sie als erste Stellvertreterin des Regierungschefs, Regierungssprecherin und Präsidentschaftsministerin dem Kabinett Rajoy an. Im Wahlkampf vor den Parlamentswahlen 2015 übernahm sie eine führende Rolle für ihre Partei; von einem Teil der Medien wurde sie deshalb bereits als Nachfolgerin Rajoys an der Spitze der Regierung gesehen. In dem 2016 gebildeten zweiten Kabinett Rajoy blieb sie Vizepremier, gab aber das Amt der Regierungssprecherin ab. Sie bekam dafür die Zuständigkeit für die „Territorialverwaltungen“, somit auch für die Beziehungen zu den Regionalregierungen.
Während der Verfassungskrise im Anschluss an das umstrittene katalanische Unabhängigkeitsreferendum vom 1. Oktober 2017 vertrat sie als zuständige Ministerin die Linie ihrer Regierung und des Königs.
Nach der Verabschiedung der nach spanischem Recht illegalen Unabhängigkeitserklärung Kataloniens durch das katalanische Parlament am 27. Oktober 2017 und der darauf folgenden Absetzung der katalanischen Landesregierung durch die spanische Regierung unter Berufung auf den spanischen Verfassungsartikel 155, bestimmte Mariano Rajoy Soraya Sáenz zur kommissarischen Präsidentin der katalanischen Generalitat bis zu den für den 21. Dezember 2017 angekündigten katalanischen Autonomiewahlen, in Nachfolge des abgesetzten Carles Puigdemont. Ihr gewählter Nachfolger als Präsident Kataloniens wurde am 14. Mai 2018 der parteilose, über die Liste Junts per Catalunya ins Regionalparlament gewählte Unabhängigkeitsbefürworter Quim Torra.
Mit dem konstruktiven Misstrauensvotum am 1. Juni 2018 sprach der Cortes Generales gegenüber der Regierung Rajoy ihr Misstrauen aus, woraufhin die Regierungszeit de Santamaría als Vizepräsidentin endete.

## Privatleben
Sáenz de Santamaría ist seit 2005 mit José Iván Rosa Vallejo verheiratet und hat einen Sohn.